# کریویل (تنسی)
کریویل(به انگلیسی: Caryville) شهری در ایالت تنسی کشور ایالات متحده آمریکا است که جمعیت آن در سرشماری سال ۲۰۱۰ میلادی، ۲٬۲۹۷ نفر بوده‌است.